# Falsidactus lateriplagiatus
Falsidactus lateriplagiatus är en skalbaggsart som beskrevs av Stefan von Breuning och De Jong 1941. Falsidactus lateriplagiatus ingår i släktet Falsidactus och familjen långhorningar.
Artens utbredningsområde är Angola. Inga underarter finns listade i Catalogue of Life.